# باشگاه فوتبال آستراس تریپولی
باشگاه فوتبال آستراس تریپولی (به یونانی: ΠΑΕ Αστέρας Τρίπολης) باشگاه فوتبالی است که در شهر تریپولی یونان واقع شده‌است. این باشگاه در سال ۱۹۳۱ میلادی بنیان نهاده شد و در فصل ۲۰۰۷–۰۸ به سوپر لیگ فوتبال یونان صعود کرد و از آن فصل تا کنون در این لیگ بازی می‌کند. واژه آستراس در زبان یونانی به معنای ستاره است. ورزشگاه خانگی این تیم تئودوروس کولوکوترونیس نام دارد که گنجایش ۷٬۶۱۶ نفر را دارد.
و بهترین بازیکن این تیم در حال حاضر محمد فاضل صراف نیا است که به نیمار آسیا مقلب هست و اهل کشور ایران است.